# A szép Szűz Mária
Az A szép Szűz Mária karácsonyi ének a Bozóki énekeskönyvből.
Feldolgozás:
| Szerző       | Mire               | Mű                           | Előadás     |
| ------------ | ------------------ | ---------------------------- | ----------- |
| Bárdos Lajos | egynemű kar        | Musica Sacra II/1, 13. oldal | [ 2 ] [ 3 ] |
| Karai József | gyerekkar, zongora | Fel nagy örömre, 20. oldal   |             |

## Kotta és dallam
| A szép szűz Mária szent Fiának, Imígyen énekelt kis Jézusnak: Örömest ringatlak, szívemből óhajtlak, Aludj, aludj.          | Aludj el, magzatom, napom fénye, Életem egyetlen szép reménye. Örömest ringatlak, szívemből óhajtlak, Aludj, aludj.     | Aludj el, fiacskám, rózsaszálam, Aludj el, violám, én zöld ágam. Örömest ringatlak, szívemből óhajtlak, Aludj, aludj. |
| Barmok közt, jászolban, én gyermekem, Aludj a szénában, szép kisdedem. Örömest ringatlak, szívemből óhajtlak, Aludj, aludj. | Nem tudom, mit mondjak örömömben, Hogy téged láthatlak ez életben. Örömest ringatlak, szívemből óhajtlak, Aludj, aludj. | Magamhoz szorítlak, megcsókollak, Tégedet szívemből úgy imádlak. Örömest ringatlak, szívemből óhajtlak, Aludj, aludj. |

## Felvételek
- Csordapásztorok: 12 - A Szép Szűz Mária Fiának. Városmajori Katolikus Templom kórusa  YouTube (2015. december 14.)  (Hozzáférés: 2017. február 15.) (audió)
- A Szép Szűz Mária. Érseki Emőke  YouTube (2014. december 25.)  (Hozzáférés: 2017. február 15.) (videó) Bárdos Lajos feldolgozása
- A szép Szűz Mária. YouTube. Déva (2012. december 25.)  (Hozzáférés: 2017. február 15.) (videó) gitárzenekari kísérettel
- A szep Szuz Maria. Grupul Coral Sfantul Apostol Andrei, Kolozsvár  YouTube (2015. december 7.)  (Hozzáférés: 2017. február 15.) (audió) férfikar
- A szep szuz Maria. YouTube (2016. január 8.)  (Hozzáférés: 2017. február 15.) (videó) egy szólamú gyerekkar
- A Szép Szűz Mária - Kiskórus. Bakáts Téri Ének-Zenei Általános Iskola  YouTube. Budapest, Assisi Szent Ferenc Plébániatemplom (2014. december 12.)  (Hozzáférés: 2017. február 15.) (videó)